# Ново-Щедринская
Ново-Щедри́нская  (Новощедри́нская) (чечен. Новощедрински) — станица в Шелковском районе Чеченской Республики.
Административный центр и единственный населённый пункт Ново-Щедринского сельского поселения.

## География
Станица расположена на левом берегу реки Терек к западу от районного центра станицы Шелковской, на автомобильной дороге Р262 Ставрополь—Крайновка (участок Червлённая—Кизляр). Южнее станицы проходит железнодорожная линия Северо-Кавказской железной дороги (юго-восточнее расположен разъезд Щедринский).
Ближайшие сёла и станицы: на юге — станица Старо-Щедринская, на северо-востоке — село Каршыга-Аул, на востоке — село Коби, на западе — станица Червлённая, на юго-западе — станица Червлённая-Узловая, на северо-западе — село Ораз-Аул.
На южной окраине станицы проложено несколько оросительных каналов — Червлёнский коллектор, Шелковской коллектор, Щедринский канал. Юго-западнее Ново-Щедринской они соединяются с крупным каналом Наурско-Шелковская ветвь, который далее огибает населённый пункт с севера. К северу и северо-востоку от станицы от него отходят ещё несколько каналов — Северный коллектор и канал имени Куйбышева. К юго-востоку от Ново-Щедринской разместился Парабочевский заказник. Станица расположена почти на границе плодородной поймы Терека и полупустынной зоны, которая начинается к северу от неё.

## История
В качестве даты основания станицы Новощедринской называется 1848 год.
В районе станицы происходили боестолкновения в ходе Первой и Второй (см., например: Бушмелев, Евгений Вячеславович) чеченских войн.
Вариант названия Ново-Щедринская (через дефис, а не слитно, как ранее) закреплён законом Чеченской Республики о создании муниципальных образований на территории Шелковского района.

## Население
| 1926  | 1990  | 2002  | 2009  | 2010  | 2012  | 2013  |
| ----- | ----- | ----- | ----- | ----- | ----- | ----- |
| 2117  | ↘1501 | ↗2115 | ↗2350 | ↘2044 | ↗2147 | ↗2189 |
| 2014  | 2015  | 2016  | 2017  | 2018  | 2019  | 2020  |
| ↗2257 | ↗2297 | ↗2344 | ↗2381 | ↗2413 | ↗2442 | ↗2481 |
| 2021  | 2023  | 2024  |       |       |       |       |
| ↗2831 | ↗2892 | ↗2918 |       |       |       |       |

На 1 января 1990 года в станице Новощедринской Новощедринского сельсовета (в который также входило село Привольное) проживал 1501 человек наличного населения. По данным переписи 2002 года, в станице проживало 993 мужчины и 1122 женщины, 91 % населения составляли чеченцы.
Национальный состав населения станицы по данным Всероссийской переписи населения 2010 года:
| Народ   | Численность, чел. | Доля от всего населения, % |
| ------- | ----------------- | -------------------------- |
| чеченцы | 1950              | 95,40 %                    |
| русские | 68                | 3,33 %                     |
| аварцы  | 10                | 0,49 %                     |
| другие  | 16                | 0,78 %                     |
| всего   | 2044              | 100,00 %                   |

## Социальная сфера
В станице зарегистрировано 442 домохозяйства, имеются термальная скважина, электроподстанция, врачебная амбулатория, почтовое отделение, магазин товаров повседневного спроса (ТПС), библиотека, мечеть.

### Образование
- Новощедринская муниципальная средняя общеобразовательная школа[29].